# Waka Sabadell
Waka Sabadell és una discoteca que es troba al municipi de Sant Quirze del Vallès, gestionada per l'empresa Emergen-Disc SL. S'ubica en el límit oriental del PAE Can Torres - Can Llobet, a la frontera amb el límit municipal del Sabadell. Considerada una «macrodiscoteca» per la seva superfície de més 6.000 metres quadrats i una capacitat de 3000 persones, és la més gran de l'antiga zona d'oci nocturn anomenada Zona Hermètica i també una de les més grans de Catalunya.
Molt famosa entre els joves i adolescents, la gent que freqüenta aquesta discoteca provenen majoritàriament de l'Àmbit metropolità de Barcelona (Vallés Occidental, Vallés Oriental, Barcelonés, Baix Llobregat, Maresme, Penedés). Gran part d'aquesta gent utilitza l'estació de Rodalies que està a menys d'un km de la discoteca, l'estació de Sabadell Sud per on passa la línia R4 de Rodalies de Catalunya.

## Polèmiques
Es tracta d'una de les discoteques més polèmiques de Catalunya per l'enorme quantitat de controvèrsies i incidents que el local arrossega des d'almenys el 2017, cada any s'hi fan centenars d'intervencions policials. Els principals són d'agressions o casos de discriminació per racisme o xenofòbia per part del personal de seguretat.
A finals de setembre del 2022, la Inspecció de Treball va anunciar una multa de 150.000 euros al local per diversos incompliments laborals.
Des del 2021 fins a l'actualitat pateix una de les seves èpoques més controvertides. Tenint fins a tres violacions en un any, dues d'elles en menys de sis mesos, agressions racistes i xenòfobes, que dies després acaben en protestes i aldarulls al voltant del local. Amb la intervenció en diverses vegades de les unitats ARRO i BRIMO d'ordre públic dels Mossos d'Esquadra.
La darrera gran operació del Mossos ha estat una "macroredada" amb un centenar d'agents d'ARRO en la sessió +16 de la nit del 27 al 28 de gener del 2023, on a més va estar supervisat pel comissari major del Mossos Eduard Sallent.
L'ajuntament de Sant Quirze del Vallès ha demanat reiteradament durant els últims anys el tancament definitiu del local, al·legant els esmentats casos delictius i greus problemes de convivència que perjudiquen el veïns, que es queixen del soroll de la discoteca i la conducta incívica dels joves que generen brúticia abans i després de cada nit dels divendres i dissabtes als carrers propers al local.